# Mom and Dad Save the World
Pour plus de détails, voir Fiche technique et Distribution.
Mom and Dad Save the World, ou Papa et maman sauvent le monde au Québec, est une comédie de science-fiction américaine réalisée par Greg Beeman, sortie en 1992.

## Synopsis
L'Empereur Spengo, un extraterrestre, projette de détruire la Terre. Mais ayant aperçu Marge Nelson, une terrienne ordinaire, il en tombe amoureux et l'attire à lui grâce à un aimant particulier. Toutefois, le mari de Marge, Dick, parvient à suivre sa femme jusque sur la planète de Spengo. Là, grâce à sa connaissance des aventures de Flash Gordon et de Buck Rogers, il mettra tout en œuvre pour sauver sa femme et la Terre…

## Fiche technique
- Titre : Mom and Dad Save the World
- Titre québécois : Papa et maman sauvent le monde
- Réalisation : Greg Beeman
- Scénario : Chris Matheson, Ed Solomon
- Production : J. Max Kirishima, Michael Phillips, Mike Erwin, Daryl Kass
- Musique : Jerry Goldsmith
- Photographie : Jacques Haitkin
- Montage : Michael Jablow
- Direction artistique : Craig Stearns
- Chef décorateur : Randy Moore, Dorree Cooper
- Costumes : Robyn Reichek
- Pays d'origine : États-Unis
- Langue : anglais
- Genre : comédie/science-fiction
- Durée : 88 minutes
- Dates de sortie : 
  - 24 juillet 1992  États-Unis

## Distribution
Légende : VQ = Version Québécoise
- Teri Garr (VQ : Diane Arcand) : Marge Nelson
- Jeffrey Jones (VQ : Éric Gaudry) : Dick Nelson
- Jon Lovitz (VQ : Jacques Lavallée) : Empereur Tod Spengo
- Thalmus Rasulala (VQ : Victor Désy) : Général Afir
- Wallace Shawn : Sibor
- Eric Idle (VQ : Jean-Louis Millette) : Roi Raff
- Dwier Brown (en) (VQ : Alain Zouvi) : Sirk, le fils de Raff
- Kathy Ireland (VQ : Camille Cyr-Desmarais) : Semage
- Suzanne Ventulett (VQ : Claudine Chatel) : Stephanie Nelson
- Michael Stoyanov (en) (VQ : Antoine Durand) : Carl, le petit-ami de Stephanie
- Danny Cooksey : Alan Nelson
- Jeff Doucette (VQ : Aubert Pallascio) : Capitaine Destroyer
- Tony Cox : Blaaatt
- Ed Solomon : apparition

## Anecdote
Le réalisateur Greg Beeman avait été pressenti pour réaliser Super Mario Bros (dans une version beaucoup plus fidèle au jeu vidéo d'origine) mais en fut finalement écarté. On retrouve cependant un clin d'oeil à l'univers du personnage vedette de Nintendo (les petits champignons vivants et agressifs) dans une séquence du film.

## Récompenses et distinctions

### Nominations
- Saturn Award 1993 : 
  - Meilleurs costumes (Robyn Reichek)